# 那珂太郎
那珂 太郎（なか たろう、1922年1月23日 - 2014年6月1日）は、日本の詩人。日本芸術院会員。「歴程」同人。

## 経歴
福岡市麹屋町の呉服商・酒井家の五男として生まれる。生後半年ほどで実家近くの同業者・福田家の養子となる。旧制福岡中学（後の福岡県立福岡高等学校）、旧制福岡高等学校文科乙類を経て、東京帝国大学文学部国文科卒。海軍予備学生として土浦海軍航空隊に入隊、海軍兵学校国語科教官を務める。戦後は教員として、東京都立第十女子新制高等学校（1950年に東京都立豊島高等学校に改称）、東京都立新宿高等学校、玉川大学等で教える。
なお、第十女子高校時代の教え子の中に、のちに詩人となった石川逸子と吉原幸子がいた。
1950年、最初の詩集「Etudes」を刊行、『歴程』同人となる。1965年、詩集『音楽』で室生犀星詩人賞、翌年読売文学賞を受賞、注目される。1985年、『空我山房日乗 其他』で芸術選奨文部大臣賞、1991年、『幽明過客抄』で現代詩人賞、1995年、『鎮魂歌』で藤村記念歴程賞受賞、1994年、日本芸術院賞・恩賜賞受賞、同年、芸術院会員。1995年秋、勲三等瑞宝章受章。
2014年6月1日午前1時7分、肺炎のため東京都内の病院で死去。92歳没。9月16日に如水会館にて、高橋順子司会で偲ぶ会が行われた。墓所は新宿区の観音庵。

## 著作
- 『Etudes』書肆ユリイカ, 1950 福田正次郎名義
- 『音楽』思潮社, 1966
- 『那珂太郎詩集』思潮社現代詩文庫, 1968
- 『はかた』青土社, 1975
- 『萩原朔太郎 その他』小沢書店, 1975
- 『鬱の音楽 随筆集』小沢書店, 1977
- 『詩のことば』小沢書店, 1983
- 『萩原朔太郎詩私解』小沢書店, 1977、新版1985
- 『空我山房日乗 其他 那珂太郎詩集』青土社, 1985
- 『はかた幻像 随筆集』小沢書店, 1986
- 『幽明過客抄』思潮社, 1990
- 『時の庭』小沢書店, 1992
- 『鎮魂歌』思潮社, 1995
- 『続・那珂太郎詩集』思潮社現代詩文庫, 1996
- 『木洩れ日抄 隨想集』小沢書店 1998
- 『那珂太郎詩集』芸林書房, 2002
- 『始皇帝 現代能』思潮社, 2003
- 『俳句と人生 那珂太郎対談集』東京四季出版, 2005
- 『宙・有・その音』花神社, 2014
- 『那珂太郎 はかた随筆集』福岡市文学館選書, 2015
- 『空寂　那珂太郎句集』思潮社, 2021

## 編著
- 『萩原朔太郎研究』青土社, 1974
- 『名詩鑑賞萩原朔太郎』講談社学術文庫, 1979

## 作詞
- 放送大学学歌 - 作曲:柴田南雄

## 参考サイト
- コトバンク